# Torneig de l'Estany
El Torneig de l'Estany és un torneig d'estiu amistós de futbol disputat a Banyoles, a la comarca del Pla de l'Estany, a Catalunya, i que organitza el CE Banyoles des de 1969. Es disputa al Nou Municipal de Banyoles, estadi de l'organitzador, durant la segona quinzena d'agost.
Amb el temps s'ha anat modificant el format de joc, jugant des d'un quadrangular, en el qual es disputaven dues semifinals i el partit final, més la trobada pel tercer i quart lloc, fins a una triangular de tots contra tots. El 2019 es va celebrar la 50a edició del torneig, en format quadrangular.
El Torneig de l'Estany és dels més antics de Catalunya, per darrere del Torneig Joan Gamper.

## Historial
Font:
| Any  | Edició        | Campió          | Equips Participants                        |
| ---- | ------------- | --------------- | ------------------------------------------ |
| 1969 | I (1a)        | Girona FC       | Girona, Figueres, Olot, Banyoles           |
| 1970 | II (2a)       | Girona FC       | Girona, Figueres, Calvo Sotelo, Banyoles   |
| 1971 | III (3a)      | CE Sabadell FC  | Calella, Figueres, Sabadell, Banyoles      |
| 1972 | IV (4a)       | Girona FC       | Girona, Figueres, Calella, Banyoles        |
| 1973 | V (5a)        | Girona FC       | Girona, Figueres, Olot, Salt, Banyoles     |
| 1974 | VI (6a)       | UE Olot         | Girona, Figueres, Olot, Banyoles           |
| 1975 | VII (7a)      | Girona FC       | Girona, Olot, Cassà, Banyoles              |
| 1976 | VIII (8a)     | Girona FC       | Girona, Olot, Reus, Banyoles               |
| 1977 | IX (9a)       | UE Figueres     | Girona, Figueres, Olot, Banyoles           |
| 1978 | X (10a)       | UE Olot         | Girona, Figueres, Olot, Banyoles           |
| 1979 | XI (11a)      | UE Figueres     | Girona, Figueres, Olot, Banyoles           |
| 1980 | XII (12a)     | UE Figueres     | Muntanyesa, Figueres, Olot, Banyoles       |
| 1981 | XIII (13a)    | UE Figueres     | Barcelona B, Figueres, Olot, Banyoles      |
| 1982 | XIV (14a)     | FC Barcelona B  | Barcelona B, Figueres, Aragó, Banyoles     |
| 1983 | XV (15a)      | CD Badajoz      | Girona, Badajoz, Olot, Banyoles            |
| 1984 | XVI (16a)     | CE Banyoles     | Girona, Figueres, Olot, Banyoles           |
| 1985 | XVII (17a)    | UE Figueres     | Girona, Figueres, Banyoles                 |
| 1986 | XVIII (18a)   | UE Figueres     | Barcelona B, Figueres, Olot, Banyoles      |
| 1987 | XIX (19a)     | UE Figueres     | Palamós, Figueres, Olot, Banyoles          |
| 1988 | XX (20a)      | CE L'Hospitalet | Barcelona B, L'Hospitalet, Olot, Banyoles  |
| 1989 | XXI (21a)     | Palamós CF      | Girona, Palamós, Olot, Banyoles            |
| 1990 | XXII (22a)    | Girona FC       | Girona, Figueres, Eivissa, Banyoles        |
| 1991 | XXIII (23a)   | Girona FC       | Girona, Figueres, Barcelona B, Banyoles    |
| 1992 | XXIV (24a)    | UE Figueres     | Girona, Figueres, Andorra, Banyoles        |
| 1993 | XXV (25a)     | Palamós CF      | Palamós, Figueres, Olot, Banyoles          |
| 1994 | XXVI (26a)    | UE Figueres     | Gramenet, Figueres, Olot, Banyoles         |
| 1995 | XXVII (27a)   | UE Figueres     | Girona, Figueres, Olot, Banyoles           |
| 1996 | XXVIII (28a)  | UE Figueres     | Girona, Figueres, Espanyol B, Banyoles     |
| 1997 | XXIX (29a)    | CE Banyoles     | Girona, Figueres, Olot, Banyoles           |
| 1998 | XXX (30a)     | UE Figueres     | Girona, Figueres, Espanyol B, Banyoles     |
| 1999 | XXXI (31a)    | RCD Espanyol B  | Girona, Figueres, Espanyol B, Banyoles     |
| 2000 | XXXII (32a)   | RCD Espanyol B  | Girona, Figueres, Espanyol B, Banyoles     |
| 2001 | XXXIII (33a)  | RCD Espanyol B  | Girona, Figueres, Espanyol B, Banyoles     |
| 2002 | XXXIV (34a)   | UE Figueres     | Girona, Figueres, Espanyol B, Banyoles     |
| 2003 | XXXV (35a)    | UE Figueres     | Girona, Figueres, Espanyol B, Banyoles     |
| 2004 | XXXVI (36a)   | CE Banyoles     | Girona, Figueres, Espanyol B, Banyoles     |
| 2005 |               |                 |                                            |
| 2006 | XXXVII (37a)  | CE Banyoles     | Girona, Barcelona B, Espanyol B, Banyoles  |
| 2007 | XXXVIII (38a) | RCD Espanyol B  | Girona, Barcelona B, Espanyol B, Banyoles  |
| 2008 | XXXIX (39a)   | UE Olot         | Figueres, Olot, Banyoles                   |
| 2009 | XL (40a)      | Girona FC       | Girona, Banyoles                           |
| 2010 | XLI (41a)     | UE Olot         | Cassà, Olot, Figueres, Banyoles            |
| 2011 | XLII (42a)    | UE Olot         | Palamós, Olot, Figueres, Banyoles          |
| 2012 | XLIII (43a)   | UE Figueres     | Bisbalenc, La Jonquera, Figueres, Banyoles |
| 2013 | XLIV (44a)    | UE Olot         | Girona, Figueres, Olot, Banyoles           |
| 2014 | XLV (45a)     | Girona FC B     | Girona, Figueres, Olot, Banyoles           |
| 2015 | XLVI (46a)    | UE Olot         | Figueres, Olot, Banyoles                   |
| 2016 | XLVII (47a)   | UE Olot         | Figueres, Olot, Banyoles                   |
| 2017 | XLVIII (48a)  | UE Olot         | Figueres, Olot, Banyoles                   |
| 2018 | XLIX (49a)    | UE Olot         | Figueres, Olot, Banyoles                   |
| 2019 | L (50a)       | FC Barcelona B  | Barcelona B, Figueres, Olot, Banyoles      |
| 2020 | LI (51a)      | UE Figueres     | Figueres, Olot, Llagostera, Banyoles       |
| 2021 | LII (52a)     | UE Olot         | Figueres, Olot, Banyoles                   |
| 2022 | LIII (53a)    | UE Olot         | Girona FC B, Olot, Banyoles                |
| 2023 | LIV (54a)     | UE Figueres     | Figueres, Olot, Peralada, Banyoles         |
| 2024 | LV (55a)      | UE Olot         | Figueres, Olot, Peralada, Banyoles         |

## Palmarès[4]
| Equip           | Títols |
| --------------- | ------ |
| UE Figueres     | 17     |
| UE Olot         | 13     |
| Girona FC       | 9      |
| CD Banyoles     | 4      |
| RCD Espanyol B  | 4      |
| Palamós CF      | 2      |
| FC Barcelona B  | 2      |
| CE Sabadell FC  | 1      |
| CD Badajoz      | 1      |
| CE L'Hospitalet | 1      |
| Girona FC B     | 1      |